# قصر القامة المجهول
قصر القامة المجهول أو مجهول السبب يشير إلى حالة حادة من قصر في القامة غير راجعة إلى حالة طبية تشخيصية معروفة أو تشير إلى حالة غير مفهومة بعد تقييم نمط النمو. المصطلح يستحدم من عام 1975 ميلادياً ولكن لا يوجد معيار متفق عليه لتشخيص ما هو قصر القامة الحاد.

## التعريف
في عام 2003، قامت شركة إيلي ليلي وشركاءه باقتراح تعريف أكثر دقة لـقصر القامة المجهول عندما قامت الشركة الدوائية بدراسة سريرية وإرسال نتائجها إلى إدارة الغذاء والدواء الأمريكية لاقتراح اعتماد تركيبة الشركة من هرمون النمو المخصص لعلاج قصر القامة المجهول. اقترحت الشركة اعتماد أي قصر في القامة أقل من 2.25 منحنى معياري (أو الناس الذين طولهم يساوي 1.2٪ من السكان بالمنحنى المعياري) يستحقون العلاج. بينما هناك دراسات أخرى إقترحت قصر القامة الذي يكون تحت 2 منحني معياري كتعريف لقصر القامة المجهول.

## العلاج
هناك بعض الأدلة التي تشير إلى أن العلاج لا يحسن من الأداء النفسي والاجتماعي. من المتوقع أن تكلفة العلاج تساوي أكثر من 100 ألف دولار أمريكي، ولكن فائدتها غير قد لا تكون كثيرة، فقد تنقل شخص من مئين 1 إلى المئين العاشر10. العلاج قد يسبب جدل وخلافات أخلاقية واقتصادية فقد يسبب العلاج لمن ينطبق عليهم مصطلح قصر القامة المجهول أن تنقل مشاكلهم إلى من هم على المنحنى المعياري الثاني 2.
أقترح أستعمال عامل النمو شبيه الانسولين-1 أو مثبط الاروماتاز كعلاج بديل لهرمون النمو.